# 萊曼斷裂星系
萊曼斷裂星系是利用星系在萊曼極限兩側波段的圖像不同而發現的高紅移的恆星形成星系。過去這種技術主要利用紫外和光學波段尋找紅移值z=3-4的星系，但是隨著紫外線天文學和紅外線天文學的發展，我們已經可以在紫外和近紅外波段尋找更低或更高紅移的星系。
萊曼斷裂星系的篩選技術事實上是依賴能量高於萊曼極限的輻射，因為912Å的波長幾乎完全被星系的恆星形成區周圍的中性氣體吸收。在靜止參考系的發射星系，波長比912Å更長的光譜較為明亮，但是非常黯淡或無法檢測出更短的波長 －這被稱為 漏失或是"斷裂"，可以用來尋找萊曼極限的位置。波長短於912Å，在遠紫外線範圍的光會被地球的大氣層阻擋，但是不能忽略掉非常遙遠星系的光因為宇宙膨脹的拉長。對紅移z=3的星系，萊曼斷裂的位置出現在3600Å，這足以被地基或太空中的望遠鏡檢測出來。
紅移z=3的星系候選者可以通過的可见光影像篩檢（對波長大於3600Å的靈敏），但是不会出現在紫外線影像中（對波長短於3600Å的靈敏）。這項技術經過修改，通過選擇不同的滤镜，可以尋找不同紅移的星系 －只要影像可以通過至少一個萊曼極限篩選器的上下界限，這個方法就行得通。為了確認經由顏色選擇所估計的紅移，必須使用光譜儀進行後續的觀測。虽然高精度红移必须通过光譜仪測量，但由於光譜測量比成像耗費更多時間，所以通過萊曼斷裂技術篩選出候選者能大大提高星系紅移巡天的效率。
为了更好的了解萊曼斷裂星系的演化以及恆星形成率，遠紅外線發射的研究一直至關重要。目前為止，中紅外線樣本还很小。大部分的个体結果依然来自引力透镜的萊曼斷裂星系和紫外線，或是赫歇爾衛星檢測到的幾個天體的資訊，或使用堆疊技術，這些方法可以给出尚未檢測到的萊曼斷裂星系的平均值。